# Индийская кампания Войны за австрийское наследство
Индийская кампания Войны за австрийское наследство началась в 1744 году, после того как Франция объявила войну Великобритании, и завершилась, как и вся война, в 1748 году после подписания Второго Аахенского мира.

## Предыстория
В первой половине XVIII века Францию и Великобританию представляли в Индии, соответственно, Французская Ост-Индская компания и Британская Ост-Индская компания. Хоть за ними и стояли метрополии, но непосредственные контакты с местными правителями осуществляли главы правлений и представители, уполномоченные компаниями. Великобритания обладала базами в Бомбее, Калькутте и Мадрасе, а также форте Святого Дэвида под Куддалором; Франция — в Чанданнагаре, Пондишерри, Маэ, а также на островах Иль-де-Франс и Бурбон.
На полуострове Индостан французов представлял Жозеф Дюплеи, на островах — Бертран де Лабурдонне. Лабурдонне успел превратить Иль-де-Франс в крупную военно-морскую базу, а в 1740 году, когда возникла возможность войны между Францией и Великобританией — добился выделения от Ост-Индской компании эскадры, с помощью которой предлагал пресечь английскую торговлю и торговое судоходство. Дюплеи мечтал о создании вокруг Пондишерри французского княжества на юго-востоке Индии, и потому занимался тонкой политической игрой, заключая альянсы с местными индийскими правителями.

## Ход боевых действий
Руководство Французской Ост-Индской компании надеялось, что несмотря на состояние войны между странами, в столь отдалённом регионе между компаниями двух стран может сохраняться нейтралитет, и приказала Лабурдонне избегать нападений на британские суда. Британская компания приняла предложение о нейтралитете, однако при этом сделала оговорку, что соглашение между компаниями не может являться обязательным ни для британского правительства, ни для королевского флота. В результате было утрачено преимущество, достигнутое французами благодаря предусмотрительности Лабурдонне. Французская компания перестала тешить себя иллюзиями лишь после того, как британское адмиралтейство отправило эскадру и начало захватывать французские корабли в акватории между Индией и Китаем.
В июле 1745 года британская эскадра отправилась к побережью Индии и приготовилась к атаке на Пондишерри, которую губернатор Мадраса собирался поддержать с суши, однако тут же обнаружилось влияние политических планов Дюплеи: набоб Карнатики пригрозил нападением на Мадрас, и британцы отступили.
В 1746 году состоялся бой между эскадрами Лабурдонне и Пейтона, после чего британская эскадра укрылась на Цейлоне, предоставив французам возможность господствовать на море. Лабурдонне бросил якорь в Пондишерри, где вскоре поссорился с Дюплеи, их ссора усугубилась из-за противоречивого характера инструкций, полученных ими из метрополии.
В сентябре 1746 года Лабурдонне с моря и суши атаковал Мадрас и взял его, поставив губернатору условие, что город может быть выкуплен. Британцы заплатили выкуп в 2 миллиона долларов. Когда Дюплеи узнал об этом, то пришёл в ярость и потребовал аннулировать условия капитуляции на том основании, что взятый город должен был перейти под его юрисдикцию. Лабурдонне отверг его требование. Пока происходила ссора, сильный ураган разбил два корабля Лабурдонне, а остальные лишил мачт. После отбытия Лабурдонне на родину (где он получил три года тюрьмы) Дюплеи аннулировал условия капитуляции Мадраса, захватил город, выгнал из него английских поселенцев и продолжил сооружение укреплений. Затем он двинулся из Мадраса к форту Святого Дэвида, но приближение британской эскадры вынудило его в марте 1747 года снять осаду форта.
Зимой Великобритания направила в Индийский океан самый мощный европейский флот из тех, которые когда-либо показывались на Востоке; на борту кораблей находился крупный контингент войск. Возглавлял флот адмирал Эдвард Боскауэн, который был ещё и командующим сухопутными экспедиционными силами. В августе 1748 года британцы атаковали Пондишерри с моря и суши, но Дюплеи организовал успешное сопротивление. В свою очередь британский флот пострадал от урагана, и в октябре осада города была снята. Вскоре пришли вести об Аахенском мире, положившем конец войне.

## Итоги и последствия
Согласно условиям мирного договора, Франция возвращала Великобритании Мадрас в обмен на захваченную британскими колонистами в Северной Америке крепость Луисбург на острове Кейп-Бретон. Возвращение Мадраса англичанам вызвало падение престижа Дюплеи среди индийских князей.